# 안드레 이디어
안드레 에버렛 이디어(영어: Andre Everett Ethier, 1982년 4월 10일 ~ )는 미국출신의 전 야구 선수이자 메이저 리그에 소속되어 있는 로스앤젤레스 다저스의 선수이다.

## 경력
2001년에 있었던 MLB 드래프트에서 오클랜드 애슬레틱스에게 37라운드로 지명되었지만 계약하지 않았다. 2년 후에 있었던 MLB 드래프트에서 다시 오클랜드 애슬레틱스에게 2라운드로 지명되어 계약을 하고 입단한다.
2005년에는 시즌이 끝난 후에 밀턴 브래들리 외 1명과 트레이드 되어 로스앤젤레스 다저스로 이적한다.
2006년에는 개막을 트리플A에서 맞이하지만, 프로에 들어선지 4년차만에 메이저 리그 데뷔를 해낸다. 데뷔를 하고 2번째 경기였던 5월 3일에는 자신의 첫 홈런을 기록했으며, 5월 19일에는 5타수 5안타를 기록했다. 루키 시즌에는 126경기에 나와서 좋은 컨택능력을 보여주며 .308의 타율과 11개의 홈런, 55개의 타점을 기록한다. 신인왕 투표에서는 5위를 기록한다.
2007년에는 전경기 출장에 가까운 153경기에 나와서 .284의 타율, 13개의 홈런, 64개의 타점을 기록한다. 2008년에는 .305의 타율과 20개의 홈런, 77개의 타점을 기록한다.
2009년에는 팀의 주축선수로 거듭나며 메이저 리그 기록인 한시즌 4개의 끝내기 홈런을 쳤으며, 시즌에서는 31개의 홈런을 쳐냈다. 동시에 100개의 타점을 넘어서며 시즌이 끝난 후에는 실버 슬러거를 수상했다. MVP투표에서는 6위를 기록한다.
2010년에는 메이저 리그 올스타전에 처음으로 선출되어 출장한다. 올스타전에서는 중견수로 선발 출장했으며 2타수 1안타를 기록한다. 시즌에서는 30개의 홈런과 100개의 타점을 넘기며 3년 연속으로 20개 이상의 홈런을 기록한다. 타율을 전년보다 높아진 .292를 기록했다.
2011년에는 전년과 같은 .292의 타율을 기록한다. 하지만, 홈런수가 11개로, 타점이 62개로 줄어들었다.
2012년에는 149경기에 나와서 .284의 타율과 20개의 홈런, 89개의 타점을 기록한다. 2년만에 다시 20개의 홈런을 쳐냈으며, 89개의 타점은 자신의 커리어에서 2번째로 높은 숫자이다.
2013년에는 142경기에 나와서 .272의 타율과 12개의 홈런, 52개의 타점을 기록한다. 볼넷의 개수가 4년만에 60개를 넘으며 출루율도 2년만에 .360을 넘는다. 하지만, 타율과 홈런, 타점의 숫자는 많이 낮아졌다.
2014년에는 시즌 초반에 맷 켐프와 돌아가면서 중견수로 출장하였지만, 야시엘 푸이그가 중견수를 맡으면서 밀려나게 된다. 시즌에서는 130경기에 나와서 .249의 타율과 4개의 홈런, 42개의 타점을 기록하는데, 이는 자신의 커리어에서 가장 낮은 기록이었으며, 루키 시즌보다도 못한 성적이었다.

## 수상 경력
- 내셔널 리그 실버슬러거 1회 : 2009년
- 내셔널 리그 골든글러브 1회 : 2011년
- 메이저 리그 올스타전 선출 2회 : 2010년, 2011년

## 연도별 타격 성적
| 연 도     | 소 속     | 경 기 | 타 석 | 타 수 | 득 점 | 안 타 | 2 루 타 | 3 루 타 | 홈 런 | 루 타 | 타 점 | 도 루 | 도 루 자 | 희 생 번 | 희 생 플 | 볼 넷 | 고 4 | 사 구 | 삼 진 | 병 살 타 | 타 율 | 출 루 율 | 장 타 율 | O P S |
| --------- | --------- | ----- | ----- | ----- | ----- | ----- | ------- | ------- | ----- | ----- | ----- | ----- | -------- | -------- | -------- | ----- | ---- | ----- | ----- | -------- | ----- | -------- | -------- | ----- |
| 2006년    | LAD       | 126   | 441   | 396   | 50    | 122   | 20      | 7       | 11    | 189   | 55    | 5     | 5        | 0        | 6        | 34    | 2    | 5     | 77    | 11       | .308  | .365     | .477     | .842  |
| 2007년    | LAD       | 153   | 505   | 447   | 50    | 127   | 32      | 2       | 13    | 202   | 64    | 0     | 4        | 0        | 8        | 46    | 12   | 4     | 68    | 10       | .284  | .350     | .452     | .802  |
| 2008년    | LAD       | 141   | 596   | 525   | 90    | 160   | 38      | 5       | 20    | 268   | 77    | 6     | 3        | 1        | 7        | 59    | 0    | 4     | 88    | 6        | .305  | .375     | .510     | .885  |
| 2009년    | LAD       | 160   | 685   | 596   | 92    | 162   | 42      | 3       | 31    | 303   | 106   | 6     | 4        | 0        | 4        | 72    | 10   | 13    | 116   | 19       | .272  | .361     | .508     | .869  |
| 2010년    | LAD       | 139   | 585   | 517   | 71    | 151   | 33      | 1       | 23    | 255   | 82    | 2     | 1        | 0        | 6        | 59    | 11   | 3     | 102   | 11       | .292  | .364     | .493     | .857  |
| 2011년    | LAD       | 135   | 551   | 487   | 67    | 142   | 30      | 0       | 11    | 205   | 62    | 0     | 1        | 0        | 3        | 58    | 9    | 3     | 103   | 8        | .292  | .368     | .421     | .789  |
| 2012년    | LAD       | 149   | 618   | 556   | 79    | 158   | 36      | 1       | 20    | 256   | 89    | 2     | 2        | 0        | 3        | 50    | 6    | 9     | 124   | 13       | .284  | .351     | .460     | .812  |
| 2013년    | LAD       | 142   | 553   | 482   | 54    | 131   | 33      | 2       | 12    | 204   | 52    | 4     | 3        | 0        | 3        | 61    | 11   | 7     | 95    | 9        | .272  | .360     | .423     | .783  |
| 2014년    | LAD       | 130   | 380   | 341   | 29    | 85    | 17      | 6       | 4     | 126   | 42    | 2     | 2        | 1        | 1        | 31    | 3    | 6     | 74    | 5        | .249  | .322     | .370     | .691  |
| 통산：9년 | 통산：9년 | 1275  | 4916  | 4347  | 582   | 1238  | 281     | 27      | 145   | 2008  | 629   | 27    | 25       | 2        | 41       | 470   | 64   | 54    | 847   | 92       | .285  | .359     | .462     | .821  |

- 2014시즌 종료 기준.

## 참조
1. ↑  “Andre Ethier Statistics and History” (영어). baseballreference. 2015년 2월 2일에 확인함.